# Константин Гогенцоллерн-Гехингенский
Фридрих Вильгельм Константин Герман Тассило Гогенцоллерн-Гехинген (нем. Friedrich Wilhelm Konstantin Hermann Thassilo von Hohenzollern-Hechingen; 16 февраля 1801 — 3 сентября 1869) — последний владетельный князь Гогенцоллерн-Гехингенский (13 сентября 1838 — 7 декабря 1849).

## Биография
Константин был единственным ребёнком в семье Фридриха, князя Гогенцоллерн-Гехингена (1810—1838), и его жены принцессы Луизы Полины Марии Курляндской (1782—1845), дочери Петра фон Бирона, последнего герцога Курляндского.

## Регентство и правление
С начала 1834 года принц Константин был регентом при своём больном отце Фридрихе. После смерти отца в сентябре 1838 года Константин стал князем Гогенцоллерн-Гехингена.
В январе 1845 года после смерти своей матери Полины фон Бирон он унаследовал также титул герцога Саган.
Во время революции 1848—1849 годов князья Константин Гогенцоллерн-Гехинген и Карл Антон Гогенцоллерн-Зигмаринген согласились уступить свои княжества Прусскому королевству. 7 декабря 1849 года Константин Гогенцоллерн-Гехинген отказался от своих прав в качестве суверенного князя и главы правительства в пользу короля Пруссии Фридриха Вильгельма IV (1840—1861) в обмен на пожизненную пенсию в размере 10 000 талеров. После отречения проживал в Лёвенберге.
На протяжении всей жизни князь фанатично увлекался музыкой, субсидировал в 1859 г. учредительный съезд Всегерманского общества музыкантов. Гектор Берлиоз посвятил ему увертюру «Римский карнавал» (1844).

## Браки
22 мая 1826 года князь Константин женился в Айхштетте на 18-летней принцессе Евгении де Богарне (1808—1847), дочери герцога Лейхтенбергского Евгения де Богарне и принцессы Августы Амалии Баварской. Их брак был бездетным.
В 1850 года князь Константин вторично женился морганатическим браком на Амалии Шенк фон Гейерн (1832—1897), дочери барона Карла Фридриха Шенка фон Гейерн. Король Пруссии Фридрих-Вильгельм IV пожаловал Амалии титул графини фон Ротенбург. Дети от второго брака:
- Фридерика Вильгельмина Елизавета (13 февраля 1852 — 31 декабря 1914), графиня фон Ротенбург, 1-й муж с 1869 (развод в 1878) Артур Розен, 2-й муж с 1879 года Юлиуш фон Любтов (ум. 1905)
- Фридрих Вильгельм Карл (19 февраля 1856 — 23 августа 1912), граф фон Ротенбург, 1-я жена с 1877 года (развод в 1884) Доротея Ширмер (1852—1898), 2-я жена с 1885 года (развод в 1892) Эльфрида фон Кране (1861—1943), 3-я жена с 1892 года Катарина Биллиг (1869—1934)
- Вильгельм (16 ноября 1861 — 27 февраля 1926), граф фон Ротенбург, жена с 1894 года на графине Фреде Марии цу Дона-Шлодин (1873—1959), дочери Адольфа цу Дона-Шлоден.

Также он имел внебрачную дочь от Софии Шерер:
- Людовика София (24 августа 1824 — 12 мая 1884), муж с 1842 года Рудольф Гфрёрер фон Эренбург (1820—1899)

## Смерть и конец династии
68-летний князь Константин Гогенцоллерн-Гехинген скончался 3 сентября 1869 года в своём имении в Силезии. Его дети от морганатического брака не имели права на наследование титула. С его смертью пресеклась мужская линия рода Гогенцоллерн-Гехинген.

## Награды
- Кавалер Большого креста Ордена Церингенского льва (1821)
- Кавалер Большого креста Ордена Верности (Баден) (1823)
- Кавалер Большого креста Ордена Вюртембергской короны (1830)
- Кавалер Большого креста Ордена Фридриха (1846)